# Lucius Aelius Lamia Plautius Aelianus
Lucius Aelius Lamia Plautius Aelianus (c. 45 - 81/96) est consul suffect au cours de l'année 80.

## Biographie
Lamia est probablement un fils de Tiberius Plautius Silvanus Aelianus. Son nom suggère qu'il a été adopté par un Lucius Aelius Lamia, selon Christian Settipani, il s'agit de son cousin Lucius Aelius Lamia, celui-là même qui est coopté parmi les Frères Arvales en 54.
Il épouse en premières noces Domitia Longina, la fille de Cnaeus Domitius Corbulo et de sa femme Cassia Longina. Leur fils était probablement Lucius Fundanius Lamia Aelianus ou, le plus probable, il s'agit de son petit-fils maternel, issu de sa fille Plautia et de son épouse Lucius Fundanius, fils de Lucius Fundanius. Leurs filles étaient Plautia, Aelia Plautia et Aelia Plautilla.
En 71, Vespasien tente d’arranger un mariage entre son plus jeune fils Domitien et la fille de son fils ainé Titus, Julia Titi. À ce moment, toutefois, Domitien a déjà rencontré et est tombé amoureux de Domitia Longina et parvient à persuader Lamia de divorcer afin de pouvoir l’épouser. Malgré cette désinvolture, l’alliance est prestigieuse pour les deux familles. Le mariage réhabilite la famille de Corbulon et sert la propagande flavienne qui tend à atténuer le succès de Vespasien sous les empereurs julio-claudiens les moins appréciés, en particulier Néron. Au contraire, on insiste sur les liens avec Claude et Britannicus et les victimes de Néron sont réhabilitées.
En 80, Titus lui accorde le consulat suffect ce qui peut être perçu comme une insulte envers Domitien. Titus pousse Lamia à se remarier. Lamia aurait alors demandé humoristiquement si « lui aussi cherche une épouse ».
Lamia est mis à mort, sur ordre de Domitien, en raison de plaisanteries faites durant le règne de Titus. Brian Jones estime que cette mise à mort est intervenue peu de temps après l'accession de Domitien à l'empire (81).